# Bernhard Hempel

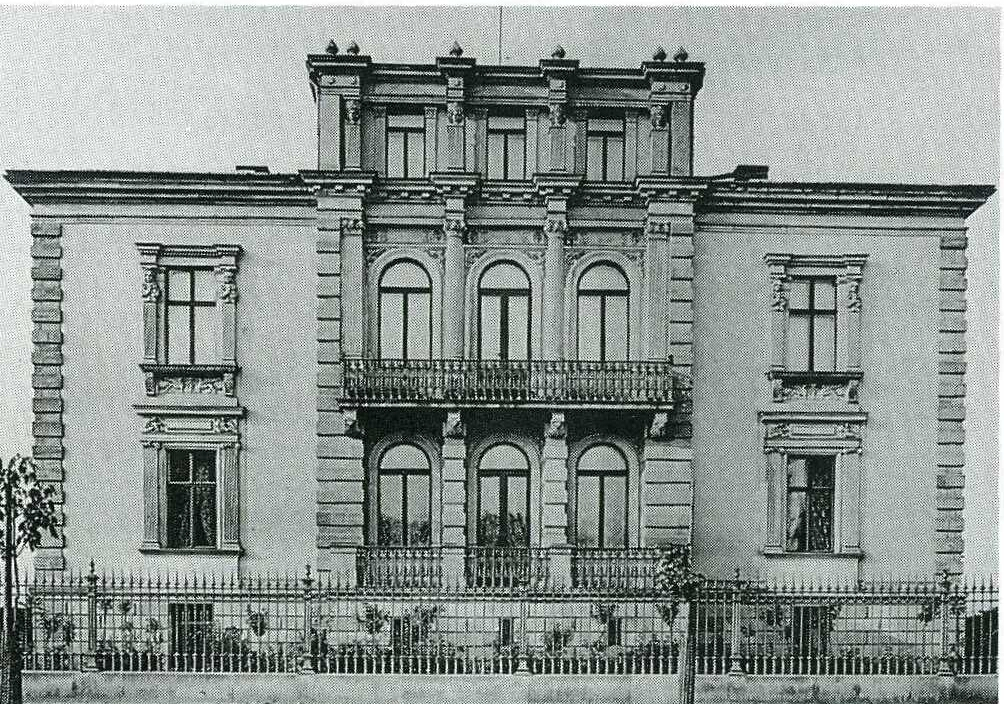
Wohnhaus Wiener Straße 22

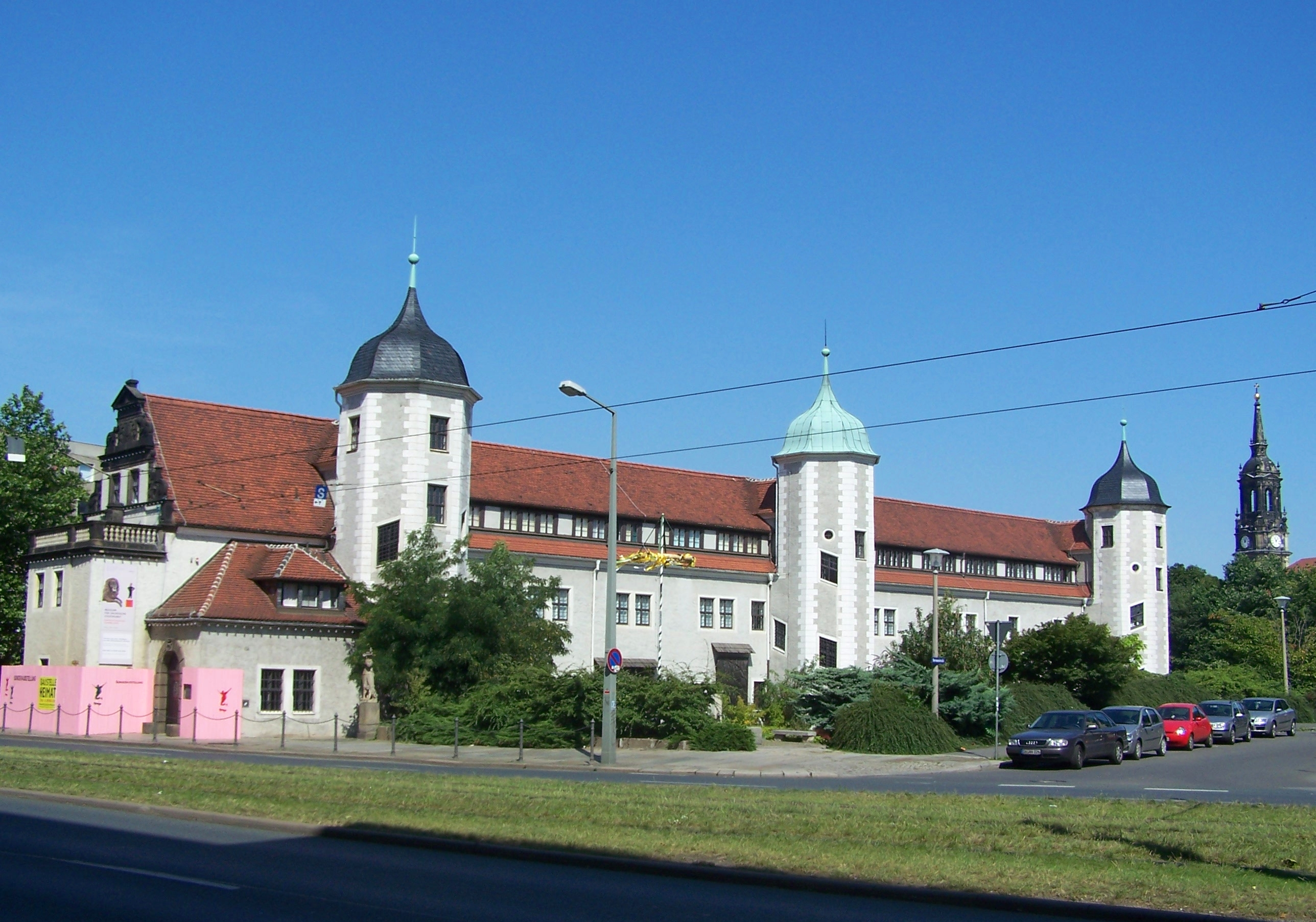
Jägerhof

Gustav Bernhard Hempel (* 18. Oktober 1820 in Posterstein; † 14. Mai 1882 in Dresden) war ein deutscher Architekt, der ab 1850 in Dresden lebte und arbeitete. Er gilt als ein Vertreter der Semper-Nicolai-Schule.

## Leben
Hempel war der Sohn eines Landwirts und studierte an der Dresdner Kunstakademie bei Hermann Nicolai.
Er entwarf verschiedene Dresdner Gebäude wie den Konzertsaal im Lincke’schen Bad von 1853, die Villa Scheller in der Bautzner Straße 86 von 1864/1865, die Villa Wiener Straße 22 von 1869, das Grand Union Hotel am Bismarckplatz von 1871/1872 und baute zusammen mit Carl Adolph Canzler den Jägerhof um.
Hempel war verheiratet mit Katharina Hempel geb. Emmerling.

## Belege
1. ↑  Standesamt Dresden III: Sterberegister. Nr. 609/1882.
2. ↑  Volker Helas: Architektur in Dresden 1800 – 1900. Springer-Verlag, 2013, ISBN 978-3-663-14236-2, S. 196 (google.de [abgerufen am 4. August 2024]).
3. ↑  Grand Union Hotel, Am Hauptbahnhof, Reichs-/Ecke Bismarckstraße (heute: Fritz Löffler-/Ecke Bayrische Straße) auf verschwundene-bauwerke.de
4. ↑  Sterberegister des Standesamts Dresden III (Neustadt) Nr. 609/1882 vom 15. Mai 1882.

| Personendaten    | Personendaten                                |
| ---------------- | -------------------------------------------- |
| NAME             | Hempel, Bernhard                             |
| ALTERNATIVNAMEN  | Hempel, Gustav Bernhard (vollständiger Name) |
| KURZBESCHREIBUNG | deutscher Architekt                          |
| GEBURTSDATUM     | 18. Oktober 1820                             |
| GEBURTSORT       | Posterstein                                  |
| STERBEDATUM      | 14. Mai 1882                                 |
| STERBEORT        | Dresden                                      |